# Miriam Bliese

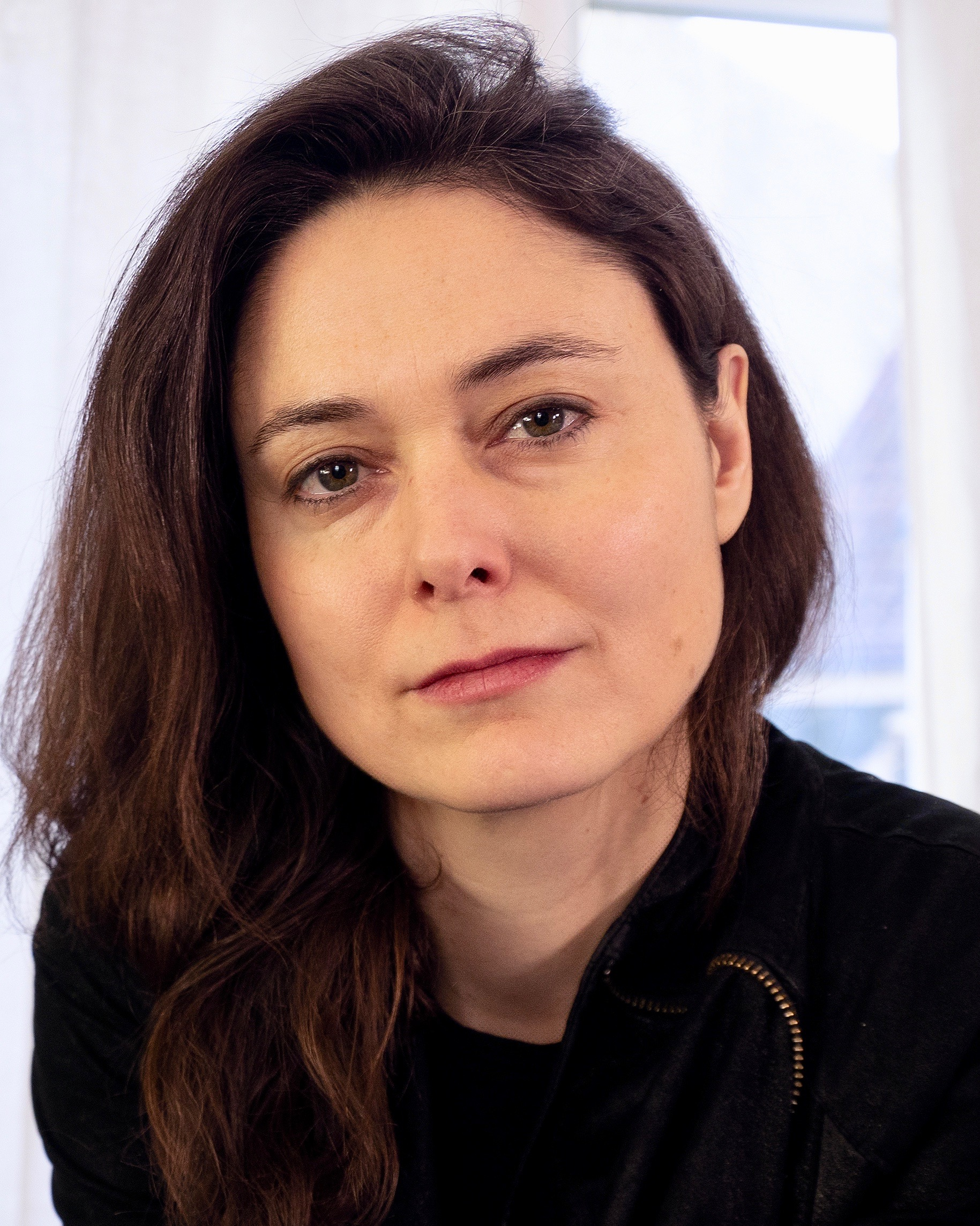
Miriam Bliese, 2018

Miriam Bliese (* 1978 in Wuppertal) ist eine deutsche Filmregisseurin und Drehbuchautorin.

## Leben und Werk
Miriam Bliese wurde in Wuppertal geboren, wuchs jedoch in Berlin und Paris auf. Ihre Eltern sind die Schauspieler Eleonore Weisgerber und Joachim Bliese. Ihr jüngerer Bruder Johannes Bliese ist Kulturwissenschaftler und Sozialarbeiter, der auch in der Berliner Hip-Hop-Szene aktiv ist, wo er unter dem Künstlernamen Joe Madog auftritt.
Nach Hospitanzen und Regieassistenzen am Schauspielhaus Hamburg und in den Sophiensælen Berlin studierte Miriam Bliese ab dem Jahr 2000 Germanistik, Philosophie und Musikwissenschaft an der FU Berlin. Parallel dazu arbeitete sie als freie Autorin für den TV-Sender Arte.

### Studium an der DFFB
2005 begann Bliese ein Regiestudium an der Deutschen Film- und Fernsehakademie Berlin (DFFB). 2008 lief ihr Kurzfilm Walzer beim Edinburgh International Film Festival und beim Achtung Berlin Festival.
Mit dem Spielfilm 17 Jahre später (2010), einer Regiearbeit ihres DFFB-Kommilitonen Hendrik Reichel, unternahm Bliese einen Ausflug ins Schauspielfach: Sie spielte die zweite Hauptrolle neben Kathleen Morgeneyer. Das erste Drittel dieser Geschichte zweier Frauen aus Ost- und Westdeutschland, deren Lebenswege sich dreimal kreuzen, war bereits 2008 als 30-minütiger mittellanger Film Die rote Stunde veröffentlicht worden.
2011 führte Bliese bei dem 30-minütigen Spielfilm Tango Regie, der im Auftrag des Rundfunk Berlin-Brandenburg entstand. Im gleichen Jahr drehte sie mit Stille Tage eine dokumentarische Beobachtung der Wandlungsfähigkeit Berlins nach dem ersten Schneefall. Der Kurzfilm lief 2012 bei goEast – Festival des mittel- und osteuropäischen Films. Ebenfalls 2012 nahm Bliese am Berlinale Talent Campus teil.

### An der TürundDie Einzelteile der Liebe
Miriam Blieses fünfminütiger Kurzfilm An der Tür, der bei den Internationalen Hofer Filmtagen 2013 uraufgeführt wurde, lief insgesamt auf über hundert Filmfestivals, darunter »New Directors/New Films« in New York. Der Film gewann auch einige Preise, z. B. den Short Tiger Award, der die Aufnahme in das German Films Kurzfilm-Programm Next Generation Short Tiger bedeutete, welches unter anderem bei den Internationalen Filmfestspiele von Cannes 2014 lief. An der Tür wurde zudem von der Deutschen Film- und Medienbewertung (FBW) als Kurzfilm des Monats ausgezeichnet, und erhielt das Prädikat »Besonders wertvoll«.
An der Tür erzählt von einem getrennten Paar, welches sich bei einer Routine-Übergabe des gemeinsamen Kindes an der Gegensprechanlage unterhält, und für einen Moment wieder ein bisschen annähert. Diese Grundkonstellation diente Bliese auch als Ausgangspunkt für ihren ersten langen Spielfilm, Die Einzelteile der Liebe. Das in Vor- und Rücksprüngen erzählte Drama eines Liebespaares, welches nun zwar getrennt lebt, aber um das Sorgerecht für ihren gemeinsamen Sohn kämpft, wurde bei der Berlinale 2019 in der Sektion Perspektive Deutsches Kino uraufgeführt, und kam am 22. August 2019 in die deutschen Kinos. Die Einzelteile der Liebe ist zugleich Blieses Abschlussfilm an der DFFB.
Neben ihrer Regietätigkeit arbeitet Miriam Bliese auch als Übersetzerin von französischen Drehbüchern und Filmen. Sie lebt in Berlin.

## Filmografie
- 2007: Marina im Dezember (Dokumentarfilm, 15 Min.) – Regie[12]
- 2007: Katharina im Juli (Spielfilm, 14 Min.) – Regie, Drehbuch[12]
- 2008: Walzer (Spielfilm, 18 Min.) – Regie, Drehbuch[5]
- 2009: Aplinkkelis (Spielfilm, 37 Min.) – Co-Drehbuch (Regie: Lawrence Tooley)[20]
- 2010: 17 Jahre später (Spielfilm, 91 Min.) – Schauspiel (Regie: Hendrik Reichel)[6]
- 2011: Tango (Spielfilm, 30 Min.) – Regie, Drehbuch, Schnitt (mit Vessela Martschewski)[21]
- 2011: Stille Tage (Dokumentarfilm, 22 Min.) – Regie, Konzept, Schnitt (mit Sotiris Spiliotis)[22]
- 2012: Barbara (Spielfilm, 2 Min. – Teil des Projektes »Kreislers musikalische Stolpersteine«) – Regie[23][24]
- 2013: An der Tür (Spielfilm, 5 Min.) – Regie, Drehbuch[15]
- 2014: Mein Engel (Spielfilm, 10 Min.) – Regie, Drehbuch[25]
- 2019: Die Einzelteile der Liebe (Kino-Spielfilm, 97 Min.) – Regie, Drehbuch, Co-Produktion[2]